# Tigre (Schiff, 1926)
Die Tigre (deutsch: Tiger) war ein Großzerstörer der Chacal-Klasse für die französische Marine. Das Schiff überstand als einzige Einheit seiner Klasse den Zweiten Weltkrieg. Es wurde 1954 aus der Liste der Kriegsschiffe gestrichen und 1955 abgebrochen.

## Maschinenanlage
Die Antriebsanlage der Tigre bestand aus fünf Dampfkessel und zwei Dampfturbinen. Diese trieben über zwei Antriebswellen die beiden Schrauben an. Die Maschinen leisteten 55.000 WPS. Damit konnte eine Geschwindigkeit von 35,5 kn (etwa 66 km/h) erreicht werden.

## Bewaffnung
Die Hauptartillerie der Tigre bestand aus fünf Geschützen 13,0 cm L/40 Model 1919 in Einzelaufstellung. Diese Kanone konnte eine 34,85 Kilogramm schwere Granate über eine maximale Distanz von 18.900 m feuern.
Als Flugabwehrbewaffnung verfügte die Tigre bei Indienststellung über vier 7,5-cm-Flugabwehrkanonen des Models 1924 in Einzelaufstellung. Diese befanden sich links und rechts mittschiffs. Da die Chacal-Klasse toplastig war, wurden 1932 beide Geschütze gegen Maschinengewehre des Typs Hotchkiss M1929 ausgetauscht. Diese wurden in zwei Zwillingslafetten montiert.
Als Torpedobewaffnung verfügte die Tigre über sechs Torpedorohre in zwei Dreiergruppen für den Torpedo Mle 1919D. Zudem verfügte das Schiff über zwei Wasserbombenwerfer am Heck für 20 Guiraud-Mle-1922-200-kg-Wasserbomben und mittschiffs links und rechts je zwei Wasserbombenwerfer für 12 Guiraud-Mle-1922-100-kg-Wasserbomben. Die Werfer links und rechts wurden 1932 aufgrund ihrer ungünstigen Positionierung ausgebaut. Der Platz sollte für Ginocchio-Schlepptorpedos dienen. Das Projekt wurde allerdings 1938 eingestellt.

## Verbleib
Die Tigre blieb nach der Kapitulation Frankreichs in der Marine Vichy-Frankreichs, wurde aber aufgrund ihres Alters in die Reserve versetzt und in Toulon aufgelegt. Bei der Selbstversenkung der Vichy-Flotte am 27. November 1942 war die Tigre eins der wenigen Schiffe, welches nahezu unbeschädigt erobert werden konnte. Die Regia Marina übernahm das Schiff 1943 und stellte es als FR 23 wieder in Dienst. Es waren an dem Schiff allerdings Reparaturen und Umrüstungen nötig, sodass es beim Waffenstillstand von Cassibile und der folgenden italienischen Kapitulation noch im Dock lag. Die Marine des Freien Frankreichs übernahm die Tigre und beendete die Reparaturen bis zum Frühjahr 1944. Sie blieb im Dienst, bis sie 1954 aus der Flottenliste gestrichen wurde. Die Tigre wurde 1955 abgebrochen.